# Pisa armata
Pisa armata es una especie de cangrejo de la familia Epialtidae del este del océano Atlántico.

## Descripción
Pisa armata crece hasta una longitud de 40 milímetros (1,6 pulgadas). Su caparazón es aproximadamente triangular, con dos espinas rostrales prominentes, que son paralelas en los machos, pero divergentes en las hembras. El caparazón es marrón, pero a menudo está cubierto de algas, esponjas o anémonas.

## Distribución
Pisa armata se encuentra en el océano Atlántico oriental desde los alrededores de la Isla de Man hasta el sur de Angola, así como también en partes del mar Mediterráneo. Vive a profundidades de 1 a 108 metros.

## Ecología
Pisa armata es parasitado por un percebe rizocéfalo. Aunque inicialmente se consideró que era la misma especie que ataca a otros cangrejos como Carcinus maenas, experimentos en la década de 1960 demostraron que las dos eran especies diferentes, Sacculina carcini en C. maenas y Sacculina gibbsi en P. armata.